# Монтедоро (Таранто)
Монтедоро (итал. Montedoro) је насеље у Италији у округу Таранто, региону Апулија.
Према процени из 2011. у насељу је живело 207 становника. Насеље се налази на надморској висини од 57 м.